# Waterloo (condado de Jefferson, Wisconsin)
Waterloo es un pueblo ubicado en el condado de Jefferson en el estado estadounidense de Wisconsin. En el Censo de 2010 tenía una población de 909 habitantes y una densidad poblacional de 10,85 personas por km².

## Geografía
Waterloo se encuentra ubicado en las coordenadas 43°9′2″N 88°56′21″O / 43.15056, -88.93917. Según la Oficina del Censo de los Estados Unidos, Waterloo tiene una superficie total de 83.75 km², de la cual 83.66 km² corresponden a tierra firme y (0.11%) 0.09 km² es agua.

## Demografía
Según el censo de 2010, había 909 personas residiendo en Waterloo. La densidad de población era de 10,85 hab./km². De los 909 habitantes, Waterloo estaba compuesto por el 98.13% blancos, el 0.33% eran afroamericanos, el 0.11% eran amerindios, el 0.44% eran asiáticos, el 0% eran isleños del Pacífico, el 0.66% eran de otras razas y el 0.33% pertenecían a dos o más razas. Del total de la población el 1.98% eran hispanos o latinos de cualquier raza.